# Claude Dubreuil
Claude Dubreuil (Cerdon, 1805 — , ) foi um impressor e jornalista francês.
Veio para Buenos Aires em 1826, onde se alistou na tropa argentina do general Carlos Maria de Alvear, que pretendeu invadir o Brasil. Desertou antes da batalha do Passo do Rosário e foi preso por tropas brasileiras, sendo enviado ao Rio de Janeiro.
Pouco depois veio ao Rio Grande do Sul onde existia uma tipografia parada por falta de pessoal qualificado a operá-la. Com seus conhecimentos de impressor, junto com Estivalet, tipógrafo francês, que também havia desertado da tropa de Alvear, deram início à imprensa no Rio Grande do Sul, imprimindo o Diário de Porto Alegre.
Em 1829 fez-se sócio de Tomás Inácio da Silveira, constituindo a Silveira & Dubreuil que editou o jornal O Amigo do Homem e da Pátria. Em 1832, sua tipografia, a C. Dubreuil & Cia, imprimiu a primeiro livro em alemão da província, a cartilha Neuestes ABC Buchstabier und Lesebuch, destinada aos estudantes, filhos dos colonos alemães, recém chegados a São Leopoldo.
Em 1835, quando iniciou a Revolução Farroupilha, fugiu para o Rio de Janeiro, junto com o então presidente da província Fernandes Braga, de onde continuou seu trabalho, publicando o jornal Sentinela da Liberdade na Guarita ao Norte da Barra do Rio Grande de São Pedro.
Voltou ao Rio Grande do Sul, provavelmente em 1836. Em 1841, depois de desordens havidas em Porto Alegre, foi preso junto com Luis Antônio da Silva e David José de Estrela, sendo enviados pelo brigue Caliope a Santos, de onde seriam deportados para o Mato Grosso. Em 1845 retornou ao Rio Grande do Sul, onde foi preso novamente em 28 de junho de 1850, junto com Manuel José da Câmara Júnior e expulso do Império.
Em parceria ou individualmente, foi responsável pela publicação de mais de vinte jornais no Rio Grande do Sul, tanto a favor como contra o governo.

## Referência
- JUNG, Roberto Rossi. A gaúcha Maria Josefa, primeira jornalista brasileira. Martins Livreiro, Porto Alegre, 2004.
- KREUTZ, Lúcio. Periódicos na literatura educacional dos imigrantes alemães no RS (1900-1939) Edição Eletrônica

1. 1 2 3 4 5  BARRETO, Abeillard. Primórdios da Imprensa no Rio Grande do Sul. Comissão Executiva do Sesquicentenário da Revolução Farroupilha, Porto Alegre, 1986.